# Carmen Villalobos
Carmen Villalobos (ur. 13 lipca 1983 w Barranquilla, Kolumbia) – kolumbijska aktorka.
W Polsce znana z ról z telenowelach Hacjenda La Tormenta (zagrała niewidomą Trinidad Ayala – córkę Bernardy i siostrę Valentiny) oraz Miłość na sprzedaż (jako Beatriz „Betty” Gutiérrez).
W 2009 roku Carmen została umieszczona przez magazyn People en Español’s jedną z 50 najpiękniejszych.
Międzynarodową sławę przyniósł jej udział w telenoweli Sin Senos no hay Paraiso (gdzie zagrała główną bohaterkę)

## Filmografia
| Rok  | Tytuł                       | Rola                        |
| ---- | --------------------------- | --------------------------- |
| 2012 | Bazurto                     | Flora Díaz                  |
| 2011 | Moje serce bije dla Loli    | María Dolores „Lola” Volcán |
| 2010 | Ojo por ojo                 | Nadia Monsalve              |
| 2009 | Bananowa młodzież           | Alejandra Paz               |
| 2008 | Sin Senos no hay Paraiso    | Catalina Santana            |
| 2007 | Nadie es eterno en el mundo | Karen                       |
| 2006 | Miłość na sprzedaż          | Beatriz „Betty” Gutiérrez   |
| 2006 | Decisiones                  | Daniela                     |
| 2005 | Hacjenda La Tormenta        | Trinidad Ayala              |
| 2005 | Decisiones                  | Natalia                     |
| 2004 | Dora, La Celadora           | Catalina Urdaneta           |
| 2003 | Amor a la Plancha           | Ernestina „Nina” Pulido     |
| 1999 | Club 10                     | Abi                         |